# مارلی متلین
مارلی بث متلین (به انگلیسی: Marlee Beth Matlin) (متولد ۲۴ اوت ۱۹۶۵) یک بازیگر آمریکایی ناشنوا است. او جوان‌ترین بازیگر و تنها ناشنوایی است که توانسته جایزه اسکار بهترین بازیگر نقش اول زن را دریافت کند. این جایزه به خاطر بازی در فیلمِ فرزندان یک خدای کوچکتر به متلین اهدا شد. کار او در سینما و تلویزیون همچنین برایش یک جایزه گلدن گلوب و دو نامزدی دیگر این جایزه و چهار نامزدی در جایزه امی به ارمغان آورد. او وقتی ۱۸ماهه بود ناشنوا شد.

## گزیده فیلم‌شناسی
فهرست برخی از فیلم‌هایی که مارلی متلین در آنها به ایفای نقش پرداخته است:
- فرزندان یک خدای کوچکتر
- گرند کنیون
- این مهمونی منه (۱۹۹۶)
- اخراج (۲۰۱۲)
- کیهان: ادیسه‌ای فضازمانی (صداپیشه)
- حصار چوبی (مجموعه تلویزیونی)
- بال غربی (مجموعه تلویزیونی)
- مرد خانواده (صداپیشه)
- نوعی زیبایی (۲۰۱۵)
- کودا (فیلم ۲۰۲۱)